# Centrosema brazilianum
Centrosema brazilianum är en ärtväxtart som beskrevs av George Bentham. Centrosema brazilianum ingår i släktet Centrosema och familjen ärtväxter. Inga underarter finns listade i Catalogue of Life.